# Vodnjak Mali
Vodnjak Mali je nenaseljeni otočić u hrvatskom dijelu Jadranskog mora. Pripada skupini Paklenih otoka. Nalazi se na zapadnom kraju otočja, oko 120 metara od Vodnjaka Velog.

## Vanjske poveznice
|  | Zajednički poslužitelj ima još gradiva o temi Vodnjak Mali |